# Bakonysárkány
Bakonysárkány (németül: Schargan) község Komárom-Esztergom vármegyében, a Kisbéri járásban.

## Fekvése
Komárom-Esztergom vármegye déli részén, Fejér vármegye határán, Kisbértől 9 kilométerre délkeletre, Mórtól 12 kilométerre északnyugatra, a Bakony és a Vértes hegység között, a Móri-árok lejtőin fekszik.

### Megközelítése
Győr és Székesfehérvár felől egyaránt a 81-es főúton közelíthető meg, melynek régi nyomvonala át is haladt a település központján, de az 1960-as években végrehajtott korszerűsítése és nyomvonal-korrekciója óta elkerüli a belterületet. A régi nyomvonal Kisbér központjától továbbra is használatban maradt, 8207-es útszámozással, de  folytatása a központtól délre már csak önkormányzati út, illetve egy részét el is bontották. Érinti a községet az Aka-Ácsteszér felé vezető 8227-es út is.
A hazai vasútvonalak közül a településen a Székesfehérvár–Komárom-vasútvonal halad át, melynek állomása is van itt, Bakonysárkány vasútállomás a falu központjának déli részén, a 8227-es út vasúti keresztezésének déli oldalán.

### Természeti adottságok
A település átlagosan 200 méteres tengerszint feletti magasságú dombhátakon, részben a Bakony, részben a Vértes lankáin fekszik a Móri-árok tektonikus vonalának északi végződésénél. Területéről északra és délre is indulnak patakvölgyek a Concó- illetve a Gaja-patak felé, de megfelelő vízbázis híján vízellátását csak az 1980-as években épített ivóvíz távvezeték biztosítja, amely tatabányai karsztvizet szállít a településre.
Felszínalkotó kőzetei között homokkő, agyagmárga, kavics és homok is található. Természetes növénytakarója a cseres kocsánytalan és cseres molyhos tölgyes. Talaja agyagbemosódásos barna erdőtalaj.
Éghajlata nedves kontinentális, illetve annak mérsékelten hűvös és mérsékelten száraz változata. Évi középhőmérséklete 9,6 °C, a csapadék éves átlaga pedig 650 milliméter. Az uralkodó szélirány nyugati és északnyugati.

## Története

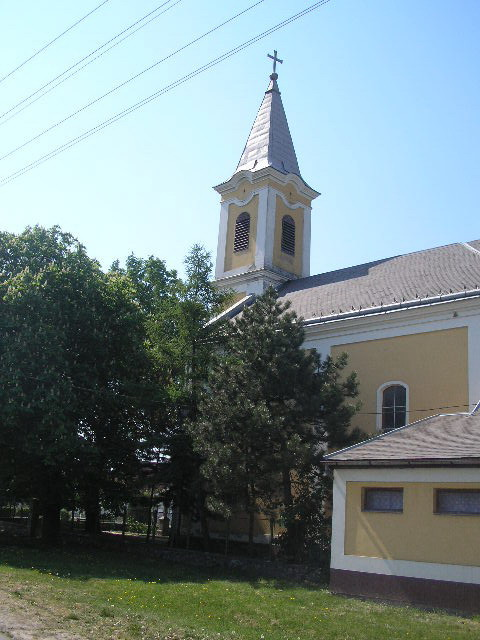
A római katolikus templom

A település valószínűleg már a római korban is létezett, mert területe az Arrabonát Alba Régiával (Győrt-Székesfehérvárral) összekötő hadiút mentén helyezkedett el. Sárkány falu első fennmaradt említése egy 1247-es oklevélben található, amely szerint IV. Béla király a tatárjárás után Miklós fiának (Bechend comes) adományozta jutalomként a velencei hadjáratban tanúsított vítézségéért. Ő 1287-ben vejének, a Pylis nemzetségbeli Demeter comesnek adta el.
1193-tól Csókakő várához tartozó birtokként is említik. Más okiratok szerint 1287-ben a fontos hadászati szerepet játszó Csókakő tartozéka.

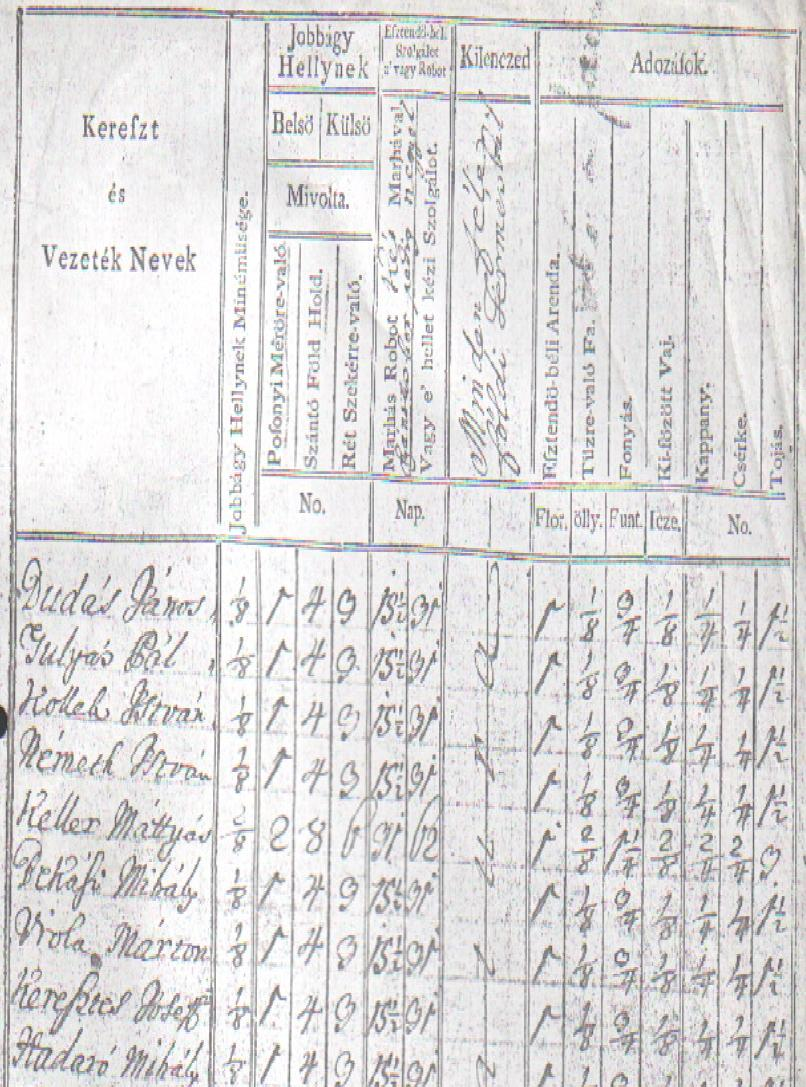
Adó-főkönyv részlet

A középkori falu – a hagyomány szerint – a Faluhely-dűlő mellett lévő "Sárkánlyuk"-ból nyerte a nevét. Ez egy ma is fákkal benőtt ingoványos tavacskává szélesedő árok, mely korábban tekintélyesebb lehetett. Itt ered a Büdös-ér. A középkori falu a Faluhely-dűlő helyén terülhetett el. 1448-tól a Rozgonyi család tulajdona, de 1508-ban II. Ulászló  Kanizsai Györgynek ajándékozta.
Az 1543-as török hadjárat során elfoglalták a törökök. A megszállás hosszabb-rövidebb megszakításokkal egészen 1686-ig tartott.
1692-ben megalakult az új nemesi vármegye, és újjászerveződött Fejér vármegye közigazgatása is. A község, amely a középkorban többször is Komárom vármegye része volt, ettől fogva 1950-ig Fejér vármegyéhez tartozott.
A török időket követően még évtizedekig lakatlan maradt a falu. I. Lipót Hochburgi Haas Jánosnak adományozta, aki {moson}magyaróvári számadótiszt volt. Még ő is lakatlan területként kapta meg, de az általa végrehajtott német betelepítéssel újra benépesült.
A nyugat-morvaországi Hochburg birtokról 24 család települt át a Wágner és a Wuts család vezetésével. A falu ekkor került jelenlegi helyére. Ekkor már állt a közepén egy barokk hatást keltő nagyvendéglő, a Wágner-ház. E köré építették kis házaikat az új telepesek. A betelepítés
1720-1740 közé tehető. A sárkányiak lelki gondozását a szintén betelepített kapucinusok látták el. 1788-ban alapították meg a falu első önálló plébániáját. A templomot 1804-ben kezdték építeni és 1807-ben szentelték fel.
A községnek már 1778-ban volt egy nádfedeles, egytantermes iskolaépülete.

### Közelmúltja és jelene

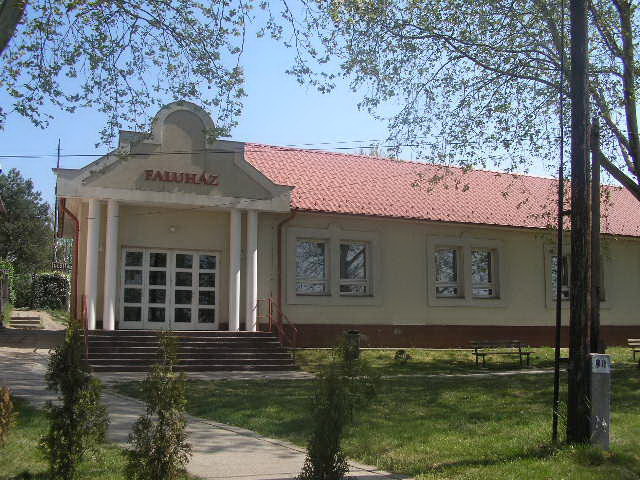
A faluház

1860-ban megépült az Újszőny (Komárom)–Székesfehérvár vasútvonal. Ez elősegítette Sárkány további fejlődését. 1897-ben felépült a régi községháza, amelynek alapzatára 1968-ban új tanácsházát emeltek. 1874-ben az akkori előírásoknak megfelelően új iskolát építettek a régi helyére. Ezt váltotta fel a jelenlegi, amely 1929-ben készült el, s azóta is többször korszerűsítették. Az 1880-as évektől nagy erdőirtások folytak a település környékén. Ezekre az akkor használatos dűlőnevek utalnak. A vasút megkönnyítette a fa elszállítását, s ezzel is elősegítette az egyébként szegény falu fellendülését. 350 kataszteri hold termőföld a friss nemességű Vértesy család birtokába került, az akkor már felparcellázott báró Biske-föld jó részét viszont a falusi parasztgazdák szerezték meg. Az 1890-es száraz évek idején sok parasztgazda tönkrement, és közülük földjük elárverezése után nem egy kivándorolt Amerikába, de a 20. század elején többen is visszatértek közülük, és Amerikában szerzett vagyonukból új életet kezdtek.
A község neve elé 1902-ben fűzték a Bakony szót.
A 20. század elején igen élénk társadalmi élet zajlott a faluban. Több egylet alakult: Oltáregylet, Önkéntes Tüzoltó Egylet, Katolikus Legény Egylet stb. A német nemzetiségűek összetartozás-tudata hozta létre a Német Népszövetséget, majd 1941-től a Volksbundot.
A második világháború után a lakosság összetétele megváltozott. A kitelepített német lakosság helyébe a szlovák–magyar lakosságcsere keretében a Felvidékről kitelepített családokat telepítették le.
A mezőgazdaság átszervezésével Bakonysárkányban is megalakult a termelőszövetkezet.
1950-ben a megyerendezés során Fejér megyétől Komárom megyéhez csatolták a falut. A járások megszűnése után 1988-ig Kisbér vonzáskörzetébe került. Népessége 1949-től 1970-ig nőtt, majd a hetvenes években rohamosan csökkent az elvándorlás miatt. A székesfehérvári új lakónegyedek átadásával egy időben több százan költöztek a városba. Jelentősen csökkent a születések száma is, és a község lakossága elöregedett. A szinte egyenlő távolságra lévő városok (Mór, Székesfehérvár, Kisbér és Komárom) elszívó hatása a mai napig érvényesül.  Az itt maradt lakosság nagyobb része a Kisbéri Állami Gazdaság, illetve az önállóságát elvesztett és a vérteskethelyi  és császári termelőszövetkezettel összevont gazdaságban dolgozik. Az elöregedés mellett megjelent a munkanélküliség is.
A helyi egészségcentrumban gondoskodnak a lakosság egészségügyi ellátásáról (háziorvos, védőnő, gyógyszertár).

## Közélete

### Polgármesterei
- 1990–1994: Nochta János (független)[4]
- 1994–1998: Weilandits István (független)[5]
- 1998–2002: Weilandits István (független)[6]
- 2002–2006: Weilandits István (független)[7]
- 2006–2010: Weilandits István (független)[8]
- 2010–2014: Ősz Ferenc (Fidesz–KDNP)[9]
- 2014–2019: Ősz Ferenc (Fidesz–KDNP)[10]
- 2019–2024: Ősz Ferenc (Fidesz–KDNP)[11]
- 2024– : Bakai Zsolt (független)[1]

## Népesség
A település népességének változása:
| Lakosok száma | 1012 | 991  | 956  | 988  | 962  | 963  | 949  |
|               | 2013 | 2014 | 2015 | 2021 | 2022 | 2023 | 2024 |

A 2011-es népszámlálás során a lakosok 82,8%-a magyarnak, 0,5% cigánynak, 8,2% németnek, 1% románnak, 0,2% szlováknak mondta magát (17,2% nem nyilatkozott; a kettős identitások miatt a végösszeg nagyobb lehet 100%-nál). A vallási megoszlás a következő volt: római katolikus 53,9%, református 6,3%, evangélikus 1,1%, görögkatolikus 0,7%, felekezeten kívüli 12,2% (25,2% nem nyilatkozott).
2022-ben a lakosság 91,3%-a vallotta magát magyarnak, 13,2% németnek, 0,5% cigánynak, 0,3% szlováknak, 0,3% ukránnak, 0,2% románnak, 0,1-0,1% lengyelnek, szlovénnek és horvátnak, 1,5% egyéb, nem hazai nemzetiségűnek (8,3% nem nyilatkozott; a kettős identitások miatt a végösszeg nagyobb lehet 100%-nál). Vallásuk szerint 32,4% volt római katolikus, 6,2% református, 0,8% görög katolikus, 0,6% evangélikus, 0,2% ortodox, 0,3% egyéb keresztény, 0,6% egyéb katolikus, 15,8% felekezeten kívüli (42,8% nem válaszolt).

## Nevezetességei
- Római katolikus templom

A műemlék jellegű templom tervezője és építője ismeretlen. Neiszer József avatta fel 1807-ben.  1954-ben felújították. A jelenleg látható freskók a belső felújítás keretében 1950-53-ban készültek, alkotójuk Jeges Ernő. A templomtorony borítását a "szentév" (1975) alkalmából cserélték ki.
- "Wágner-ház"

A hagyomány szerint ez a ház évszázadokon keresztül postaállomás és lóváltóhely volt. Itt pihentek meg a Tolnából Komáromba visszatérő hajóvontatók fogatai is.
Különösen szép udvari árkádsora, szobáinak mennyezete és boltíves pincéje. Az árkádsor ma már nem egységes, ugyanis az épületet a községi önkormányzat óvodának használja, és a szakszerűtlen beépítések következtében eredeti jellege megváltozott. A ház udvarát lezáró két vaskaput az 1970-es években lebontották, mert állapotuk romlása miatt életveszélyessé váltak. Egy helyi monda szerint a ház pincéjéből valaha több kilométeres alagút vezetett a szabadba, hogy az itt tartózkodó bakonyi betyárok el tudjanak menekülni az őket üldöző csendőrök elől. (Vö. kisbéri Pokol csárda)
- A környező erdők

A települést erdők veszik körül, amelyek jó lehetőséget biztosítanak az erre járóknak a túrázáshoz.
- A falu házai

Jellegzetesek a falu "sváb" házai, melyeknek udvarát hátul keresztben a szomszédéval érintkező pajták zárják le. Az így kialakult pajtasor erődszerűen veszi körül a települést. A házakat a vakolt téglapárkány alatti falsíkon, főleg az ablakok feletti részen díszítették.
- Rendezvények
  - Bakonyi Amatőr Népművészeti Fesztivál minden év márciusában
  - Nemzetiségi találkozók minden májusban
  - „Sárkányi őrület”-futóverseny minden év szeptemberében
  - Falunap és búcsú minden év augusztus 20-án
  - Bakonysárkányi Ördöglakat Találkozó

## Híres emberek
- Itt született Halmos Antal repülőmérnök, közgazdász, író, blogger.

## Testvértelepülések
Bogya, Szlovákia
 Bolgárom, Szlovákia
 Komandó, Románia

## Képtár

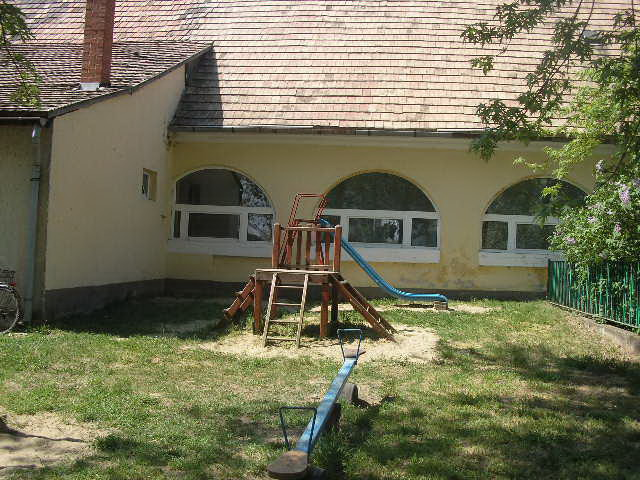
Napközi otthonos óvoda
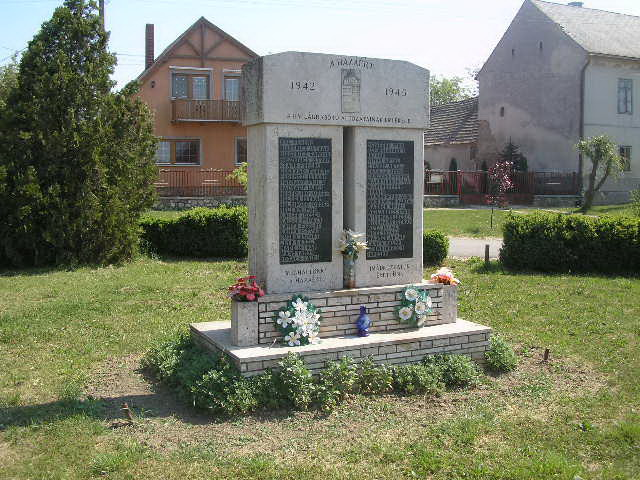
Második világháborús emlékmű
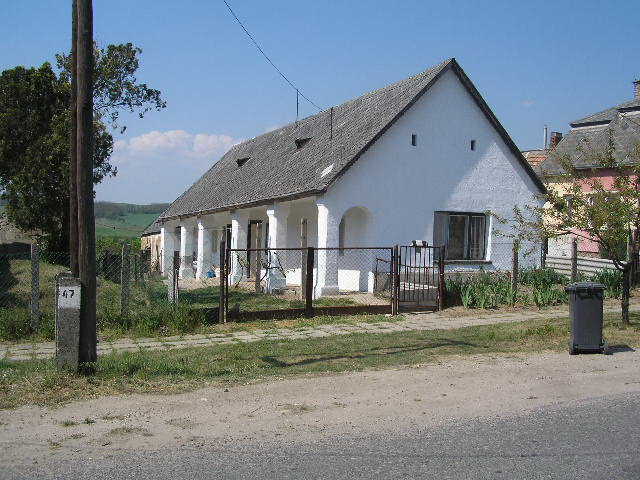
Felújított porta
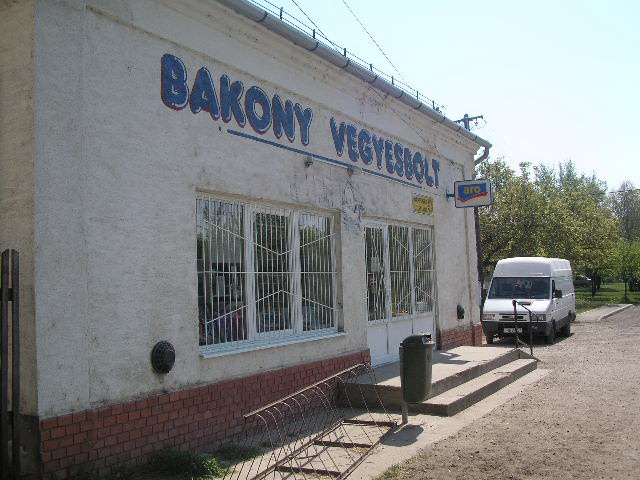
Élelmiszerbolt
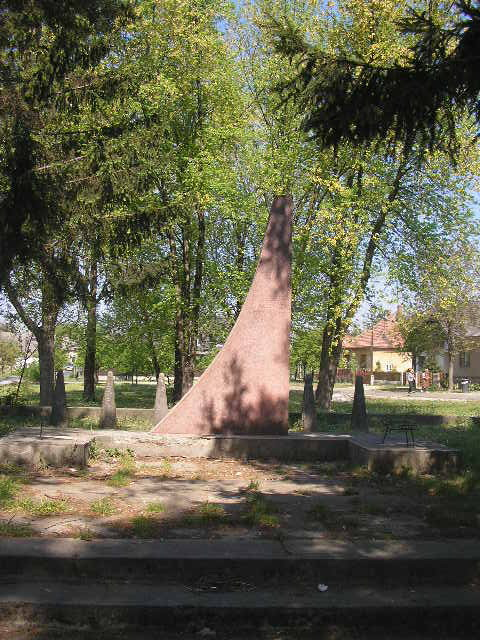
A második világháborúban elesett katonák elhagyatott sírjai
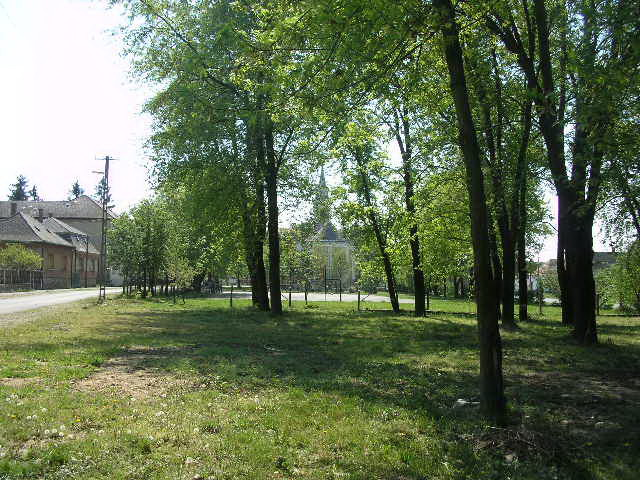
Park (részlet)